# Ricky Tognazzi
Ricky Tognazzi (ur. 1 maja 1955 w Mediolanie) – włoski aktor, reżyser i scenarzysta filmowy.
Od 1963 wystąpił w ponad 60 filmach i serialach telewizyjnych. Laureat Srebrnego Niedźwiedzia dla najlepszego reżysera na 41. MFF w Berlinie za film Szowiniści (1991). Pięć lat później na 46. Berlinale zdobył także Nagrodę im. Alfreda Bauera za innowacyjność za film Vite strozzate (1996).
Syn aktora i reżysera Ugo Tognazziego oraz aktorki Pat O'Hary.